# وینیتسا (استان اشوی‌داشکسیه)
وینیتسا (به لهستانی: Winnica) یک منطقهٔ مسکونی در لهستان است که در گمینا پووانگتس واقع شده‌است. وینیتسا ۱۶۶٫۷ متر بالاتر از سطح دریا واقع شده‌است.